# Hannah Blilie
Hannah Blilie (10 giugno 1981) è una batterista statunitense.

## Carriera
Dal 2002 al 2006 ha fatto parte del gruppo punk Shoplifting.
Nel 2003 è diventata batterista dei Gossip in sostituzione di Kathy Mendonca.
Ha collaborato anche con The Vogue, Chromatics, Sarah Dougher, Soiled Doves e altri artisti.
Il fratello Jordan è stato il cantante dei The Blood Brothers.